# Szélrózsa távolsági tókerülő vitorlás túraverseny

A balatoni Szélrózsa távolsági tókerülő vitorlás túraversenyt 2012-ben alapították. Bármely egytestű hajó, mely a Magyar Vitorlás Szövetség 2013-as yardstick listájába regisztrálásra került, érvényes nevezést adhat le a túraversenyre.

## Története
A verseny alapgondolata az amatőr vitorlázók sportteljesítményéről szól, kihasználja a Balaton adottságait, és kellő kihívást és kalandot hordoz magában. Azoknak a Vitorlázóknak, kezdőknek és haladóknak kiírt megmérettetés, akik frissen szerzett képesítéssel szeretnék megmérettetni magukat, akik nem a szoros keretek közötti sporteseményt részesítik előnyben, hanem a szabadon való vitorlázás öröméért szállnak vízre. A VERSENYKIÍRÁS fő célja, hogy megkísérelje bevonni a balatoni vitorlás sport életbe azon sportidentitásukat még nem találó hajósokat, akik eddig kívülállóként tekintettek a magyar vitorlásversenyek világára.
A versenyt alapítói azért hozták létre, hogy legyen egy újfajta megközelítése a tókerülés eseményének. A verseny a lojalitás és a sportember magatartás alapjaira épül.
A nagy múltú vitorlás balatoni vitorlás versenyek mintájára íródott, összegyúrva a versenyek pozitív jellemzőit.
A verseny lényege az, hogy 48 órán belül megkerülje a Balatont a nevező egység. 5 hónap áll rendelkezésre mindenkinek, hogy egy szabadon választott időpontban, a Balaton bármely kikötőjéből rajtolva, és oda vissza is érkezve ezt megtegye. A versenyző egység maga választhatja meg a rajt időpontját, mely a szélerő tekintetében a leglényegesebb körülmény, így nem lehet szélcsendes/viharos futam. A verseny megszakítható pihenőidőkkel, a Versenykiírásban meghatározott módon, így lehetőség van technikai problémák megoldására és az időjárási anomáliák elkerülésére. Ezen okokból a versenyen induló hajók biztonságban hajózhatnak elkerülve, azaz minimálisra csökkentve a kockázati tényezőket. 
Az a vitorlás verseny, ahol a hajók sokszínűsége ellenére nem használnak hendikeprendszert, nem lehet verseny, csak sportrendezvény, ahol nem mérhető a valós hajós tudás és a sportteljesítmény. A verseny saját előnyszámadási rendszerrel rendelkezik, így függetleníti magát más rendszerektől. A résztvevőknek a limitidő betartása mellett kell érvényesíteniük a futamot. 
A verseny hivatalos weboldala: www.szelrozsa.info.
Általánosságban elmondható, hogy minél komolyabban vesszük a versenyt, annál fontosabb a tisztességes összehasonlítás. Bármilyen módszert is alkalmazunk az esélyek kiegyenlítésére, a verseny csak akkor lesz mindenki számára élvezetes, ha a választott módszert mindenki elfogadja. Ehhez persze közös akaratra, nagy kompromisszumkészségre van szükség.

## Lásd még
- Sportvitorlás
- Kékszalag